# Elmer fotografo
Elmer fotografo (Elmer's Candid Camera) è un film del 1940 diretto da Chuck Jones. È un cortometraggio d'animazione della serie Merrie Melodies, uscito negli Stati Uniti il 2 marzo 1940. Esso segna la prima apparizione di Taddeo e la quarta e ultima apparizione del coniglio prototipo di Bugs Bunny prima dell'esordio ufficiale del personaggio in Caccia al coniglio. Nella sua autobiografia, Jones fu particolarmente critico nei riguardi del film, affermando che "forse la cosa più gentile da dire su Elmer fotografo è che ha insegnato a tutti cosa non fare e come non farlo". Dal 1996 il corto viene distribuito col titolo Fotografando la natura.

## Trama
Ispirato da un libro intitolato Come fotografare la natura selvaggia, Taddeo si reca in campagna per fotografare degli animali selvatici. Dopo aver sistemato l'attrezzatura cerca di fotografare un coniglio che dorme, ma il roditore si sveglia e impedisce a Taddeo di fotografare lui o altri animali tramite alcune azioni di disturbo. Infuriato per il comportamento del coniglio, Taddeo lo cattura con un retino, ma poco dopo lo libera impietosito dalla sua finta sofferenza. Quando il coniglio usa il retino su di lui, Taddeo impazzisce, distrugge la sua attrezzatura e si getta in un laghetto rischiando di annegare. Il coniglio lo salva riportandolo sulla terraferma e, dopo essersi assicurato che stia bene, lo scaraventa nuovamente nel laghetto gettandogli in testa il suo libro.

## Distribuzione

### Edizione italiana
Il corto fu distribuito nei cinema italiani il 13 agosto 1963 all'interno del programma Bunny, coniglio dal fiero cipiglio, in inglese sottotitolato. Fu doppiato in italiano solo nel 1996 dalla Angriservices Edizioni sotto la direzione di Renzo Stacchi su dialoghi di Giorgio Tausani per la trasmissione televisiva. Non essendo stata registrata una colonna internazionale, nelle scene parlate la musica fu sostituita.

### Edizioni home video

#### VHS
America del Nord
- Elmer! (1988)
- Looney Tunes: The Collector's Edition - Wabbit Tales (1999)

#### Laserdisc
- Bugs! & Elmer! (1989)
- The Golden Age of Looney Tunes Vol. 2 (1º luglio 1992)

#### DVD e Blu-ray Disc
Il corto fu pubblicato in DVD-Video in America del Nord nel terzo disco della raccolta Looney Tunes Golden Collection: Volume 1 (intitolato Looney Tunes All-Stars: Part 1) distribuita il 28 ottobre 2003; il DVD fu pubblicato in Italia il 2 dicembre 2003 nella collana Looney Tunes Collection, col titolo All Stars: Volume 1. Fu inserito anche nel primo disco della raccolta DVD Looney Tunes Spotlight Collection Volume 1, uscita in America del Nord sempre il 28 ottobre 2003, ristampato l'11 febbraio 2014 col titolo Looney Tunes Center Stage: Volume 1. Il 12 ottobre 2010 fu inserito nel primo DVD della raccolta The Essential Bugs Bunny, pubblicato in Italia il 17 aprile 2013 col titolo Looney Tunes: Collezione Bugs Bunny. Fu poi incluso (con un commento audio opzionale di Jerry Beck) nel secondo disco della raccolta Blu-ray Disc e DVD Looney Tunes Platinum Collection: Volume Two, uscita in America del Nord il 16 ottobre 2012, e nel primo disco della raccolta BD Bugs Bunny 80th Anniversary Collection, uscita in America del Nord il 1º dicembre 2020.